# Bose (cráter)

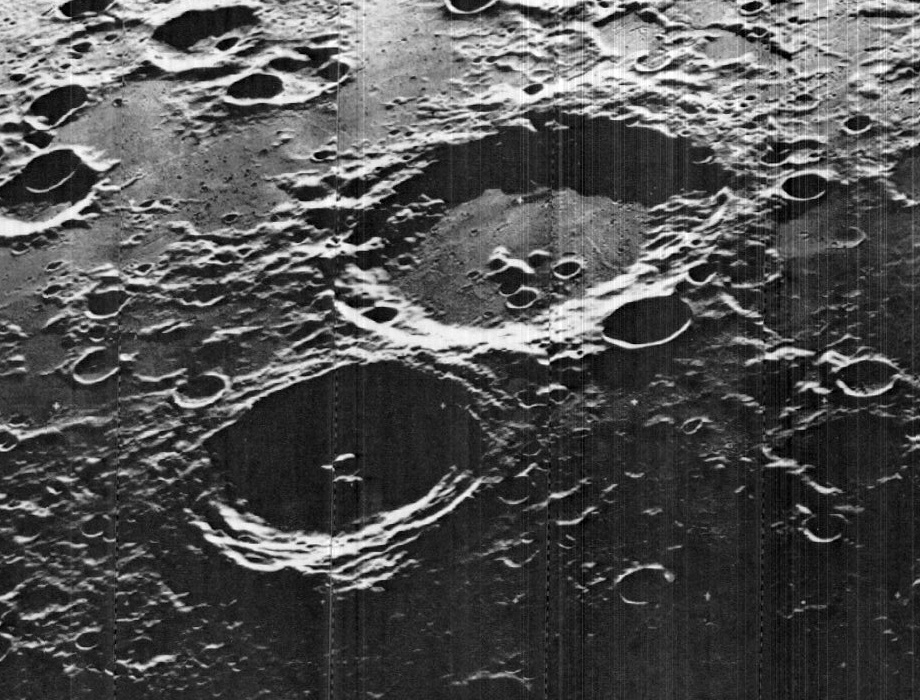
Vista oblicua desde la misión Lunar Orbiter5 con Bose (arriba derecha) y Bhabha (abajo izquierda)

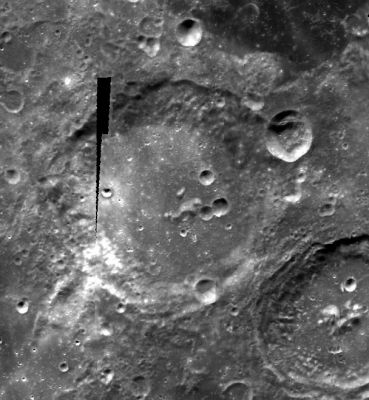
Fotografía de la misión Clementine (1994)

Bose es un cráter de impacto que se encuentra en la cara oculta de la Luna, en el hemisferio sur. Se halla justo al noroeste del cráter más pequeño Bhabha, y al sureste de Alder.

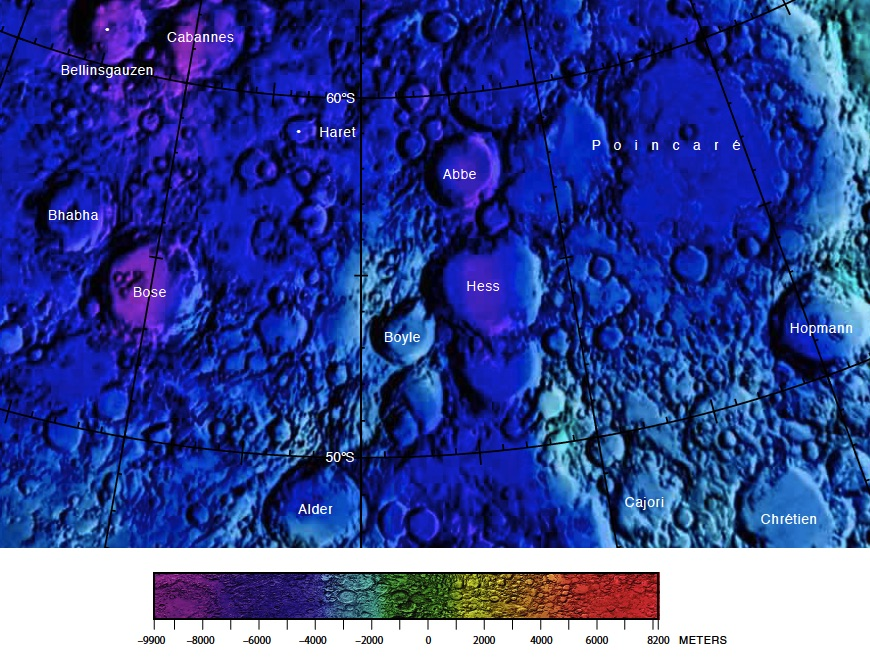
Localización de Bose (centro de la parte izquierda de la imagen)

El borde exterior de Bose se ha desgastado y ha sido redondeado por sucesivos impactos, aunque todavía está bien conservada la forma de la pared. El pequeño cráter satélite Bose D se halla situado a través del contorno este-noreste, y un cráter más pequeño aparece en la pared interior del sureste. El piso interior presenta un mínimo pico central ligeramente desplazado hacia el sureste del punto medio. Hay varios pequeños cráteres que marcan el interior, incluyendo tres al este del pico central.

## Cráteres satélite
Por convención estas características son identificadas en los planos lunares poniendo la letra en el lado del punto medio del cráter que está más cerca de Bose.
|      | \| Bose \| Coordenadas \| Diámetro \| \| ---- \| -------------------------------- \| -------- \| \| A \| 49°18′S 166°30′O / -49.3, -166.5 \| 28 km \| \| D \| 52°42′S 166°06′O / -52.7, -166.1 \| 20 km \| \| U \| 52°48′S 174°36′O / -52.8, -174.6 \| 38 km \| |          |
| Bose | Coordenadas | Diámetro |
| A    | 49°18′S 166°30′O / -49.3, -166.5 | 28 km    |
| D    | 52°42′S 166°06′O / -52.7, -166.1 | 20 km    |
| U    | 52°48′S 174°36′O / -52.8, -174.6 | 38 km    |

## Referencias

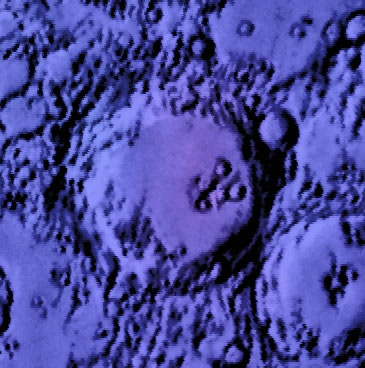
Localización de Bose sobre imagen coloreada